# Jennifer Sieglar

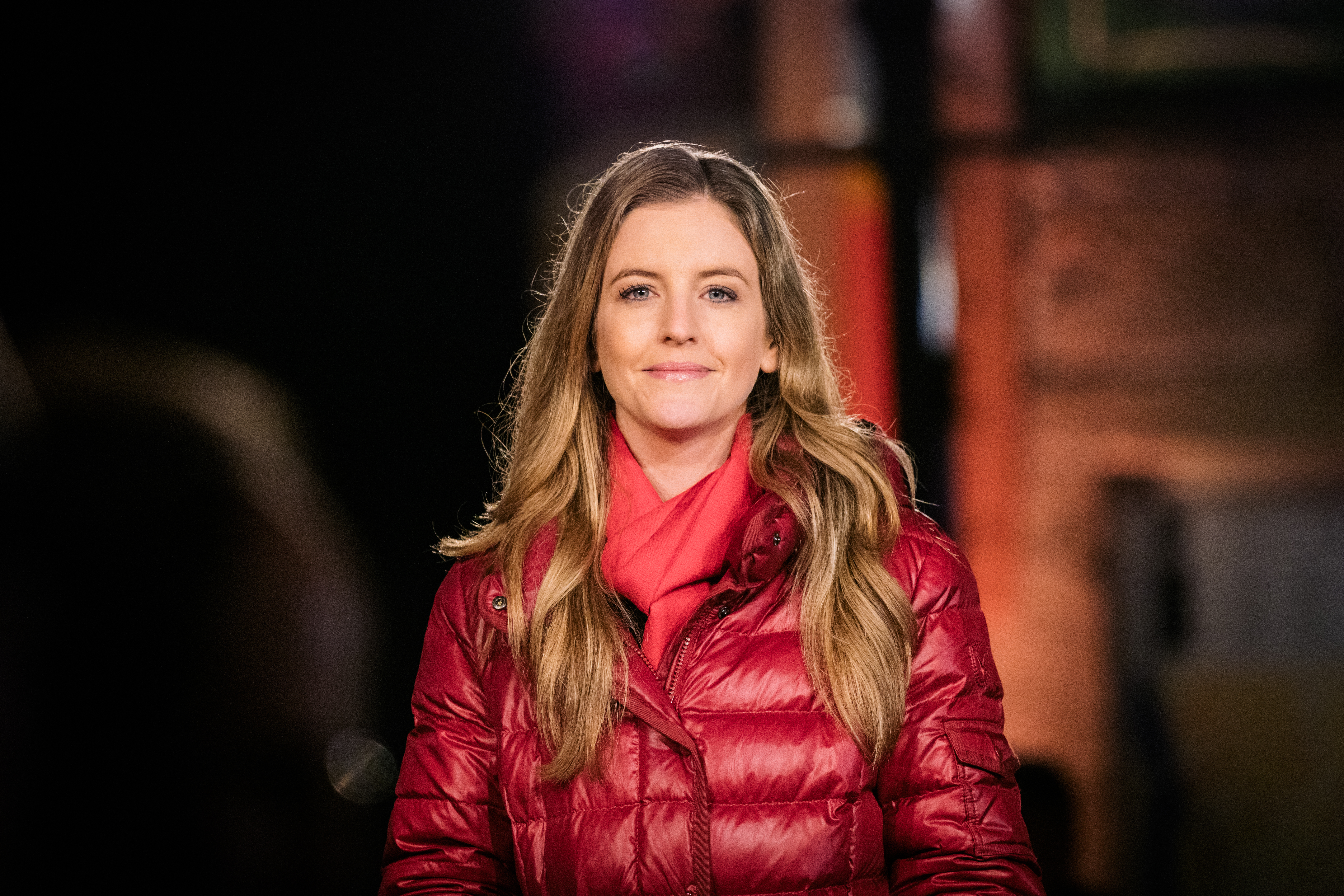
Jennifer Sieglar (2019)

Jennifer Anne-Marie „Jennie“ Sieglar (* 24. März 1983 in Frankfurt am Main) ist eine deutsche Fernsehmoderatorin, Fernsehreporterin und Autorin.

## Leben und Wirken
Sieglar wuchs in Bad Soden am Taunus auf. Das Abitur legte sie an der Albert-Einstein-Schule in Schwalbach ab. Von 2002 bis 2009 studierte sie Politologie, Germanistik und Soziologie an der Johann-Wolfgang-Goethe-Universität in Frankfurt am Main.
Sieglar begann ihre berufliche Laufbahn in der Medienbranche als freie Redakteurin für Fernsehen, Rundfunk und Presse. Bei planet more music radio in Bad Vilbel und You FM in Frankfurt am Main war sie als Nachrichtensprecherin tätig. Beim Hessischen Rundfunk absolvierte sie ein Volontariat.
2008 begann Sieglar beim Zweiten Deutschen Fernsehen, zunächst als Autorin für Beiträge und so genannte „Erklärstücke“ in der Redaktion der Kindernachrichtensendungen logo! und logo!news, die bei KiKA ausgestrahlt werden. Seit 1. August 2012 war sie als Nachfolgerin von Jule Gölsdorf eine der Moderatorinnen und Reporterinnen der Sendung. Im März 2023 gab sie bekannt, die Moderation der Sendung aufgeben zu wollen. Ihre letzte Sendung moderierte sie am 28. März 2023. 2023 moderierte sie die Webserie Funkkolleg Klima.
Außerdem arbeitet Jennifer Sieglar seit 2011 als Fernseh-Reporterin bei der Hessenschau beim Hessischen Rundfunk. Seit 2014 moderiert sie den Nachrichtenblock in der Hessenschau. 2019 war sie Reporterin für die Rubrik „Außendienst“ im ZDF-Auslandsjournal. Seit 2022 moderiert sie die Sendung „KlimaZeit“ vom HR und SWR. Die Sendung wird auch auf tagesschau24 ausgestrahlt.
Im September 2017 veröffentlichte sie im Piper Verlag gemeinsam mit Tim Schreder das Sachbuch Ich versteh die Welt nicht mehr, in dem 24 aktuelle Nachrichtenthemen verständlich und unterhaltsam erklärt werden. Das Buch war mehrere Wochen auf der Spiegel-Bestsellerliste in der Kategorie Paperback-Sachbuch. Im März 2019 veröffentlichte sie, ebenfalls im Piper Verlag, das Sachbuch Umweltliebe, in dem sie beschreibt, wie man seinen Alltag umweltfreundlicher gestalten kann. Auch dieses Buch schaffte es auf die SPIEGEL-Bestsellerliste.
Im September 2021 veröffentlichte sie gemeinsam mit Tim Schreder das Sachbuch Nie wieder keine Ahnung – Politik, Wirtschaft und Weltgeschehen einfach erklärt. Es war 26 Wochen auf der SPIEGEL-Bestsellerliste. 
Sieglar lebt bei Frankfurt am Main. Sie ist seit 7. August 2019 mit Tim Schreder verheiratet. Gemeinsam haben sie ein Kind (* Mai 2023). Von 2015 bis 2016 war Jennifer Sieglar in erster Ehe verheiratet und trat öffentlich als Jennifer Steindorf auf. 

## Auszeichnungen
- 2010: Deutscher Fernsehpreis für logo! – „Beste Informationssendung“ (Die Welt und ich)[9]
- 2016: YNE-Award als beste europäische Kindernachrichtensendung für die logo!-Sondersendung Jennies Umwelt-Challenge[10]
- 2019: Medienpreis der Kindernothilfe „Kinderrechte in der Einen Welt“ für Jennifer Sieglar und Christian Hill für das logo!-Extra Rohingya auf der Flucht[11]
- 2022: Hildegard-Hamm-Brücher-Preis für Demokratisches Handeln an Tim Schreder und Jennifer Sieglar für ihre Bücher Ich versteh die Welt nicht mehr und Nie wieder keine Ahnung[12]
- 2023: Hanns Joachim Friedrichs-Preis an logo! für die Berichterstattung zum Krieg in der Ukraine[13]

## Veröffentlichungen
- mit Tim Schreder: Ich versteh die Welt nicht mehr. Die wichtigsten Nachrichten verständlich erklärt. Piper Verlag, München 2017, ISBN 978-3-49206-097-4.
- Umweltliebe – Wie wir mit wenig Aufwand viel für unseren Planeten tun können. Piper Verlag, München 2019, ISBN 978-3-492-06146-9.
- mit Tim Schreder: Nie wieder keine Ahnung – Politik, Wirtschaft und Weltgeschehen verständlich erklärt. Piper Verlag, München 2021, ISBN 978-3-492-06266-4.